# Meijer de Haan
Meijer de Haan (Ámsterdam, 14 de abril de 1852 - Ámsterdam, 24 de octubre de 1895) fue un pintor neerlandés, compañero y discípulo de Paul Gauguin en Bretaña, al norte de Francia.

## Biografía
Nació en el barrio judío de Ámsterdam, en una familia judía de sólida posición económica y buena formación en religión, música y artes plásticas. Entre 1867 y 1872 se formó con P. F. Greive, un pintor experto en escenas de pesca. En 1871 fue eximido de cumplir el servicio militar, debido a su escasa estatura (1,49 m) y a padecer cifosis y tuberculosis. A partir de este rechazo y gracias al sostén económico familiar pudo dedicarse por entero a la pintura, decisión poco habitual entre los judíos de la época, cuya integración social en los Países Bajos era limitada.
Durante unos meses de 1874 tomó clases de dibujo en la Academia Nacional de Bellas Artes, pero abandonó por cuestiones de salud. En sus obras de esta época todavía se percibe la influencia de la formación impartida por de Greive y su alejamiento de las vanguardias artísticas. En 1877 pasó a vivir con su hermano mayor, Samuel, quien en 1872 había abierto una panadería. Trabajó en el negocio familiar asegurándose ingresos propios, sin abandonar la pintura.
Como miembro de la sociedad artística Arti et Amicitiae, administrada por de Greive, pudo exponer en los salones de París de 1879 y 1880 y participar en otras actividades locales. Logró reconocimiento como retratista y pintor de tipos judíos y de oficios populares. Tuvo varios discípulos como Joseph Jacob Isaacson, Louis Hartz y Baruch Lopes de Leao Laguna.
Entre 1880 y 1888 trabajó en un enorme lienzo cuyo tema era la condena por parte de los rabinos del filósofo escéptico judío Uriel Acosta, dada su postura sobre la inmortalidad del alma. Pretendía convertir este cuadro en su obra cumbre, aprovechando el momento histórico de su país que, se encontraba en una etapa de búsqueda de su identidad nacional. De esta obra no quedan rastros y solo se la conoce a través de descripciones contemporáneas y de su reproducción en un folleto, con motivo de ser exhibida en una retrospectiva de la obra de Meijer de Haan y de sus alumnos Joseph Jacob Isaacson y Louis Hartz, en Ámsterdam en 1888. El cuadro, una representación de Acosta frente a quienes lo juzgaban, recibió críticas muy negativas de la revista De Nieuwe Gids (en neerlandés: La Nueva Guía), vocera de la sociedad literaria Flanor (cuyos miembros eran conocidos como «Tachtigers») que promovía el impresionismo y la necesidad de una renovación en todas las artes. La prensa judía ignoró la exhibición y el resto de la prensa no la destacó.
Después de la exhibición de 1888, y junto con Isaacson, se trasladó a París en ese mismo año. Se alojaron en casa de Theo van Gogh, quien les presentó a Paul Gauguin, cuya influencia sería decisiva en la obra de Meijer de Haan. También tomó contacto con otros pintores como Camille Pissarro.
Vincent van Gogh, en carta dirigida a su hermano Theo y al tanto por él de la evolución como pintores de sus dos huéspedes, sugirió: «Si son verdaderamente pintores que intentan progresar en campos vírgenes, recomiéndales francamente el Mediodía de Francia. [...] observo cada vez más que los del Norte se fían de su capacidad para manejar el pincel, y del pretendidamente «pintoresco», en lugar del deseo de expresar algo mediante el propio color».
A pesar de esta sugerencia, Meijer de Haan se trasladó a Pont-Aven, Bretaña, en abril de 1889, para integrarse al grupo conocido como escuela de Pont-Aven, nucleado desde 1886 en torno a Gauguin. Al poco tiempo, Gauguin regresó a la región y se le unió.

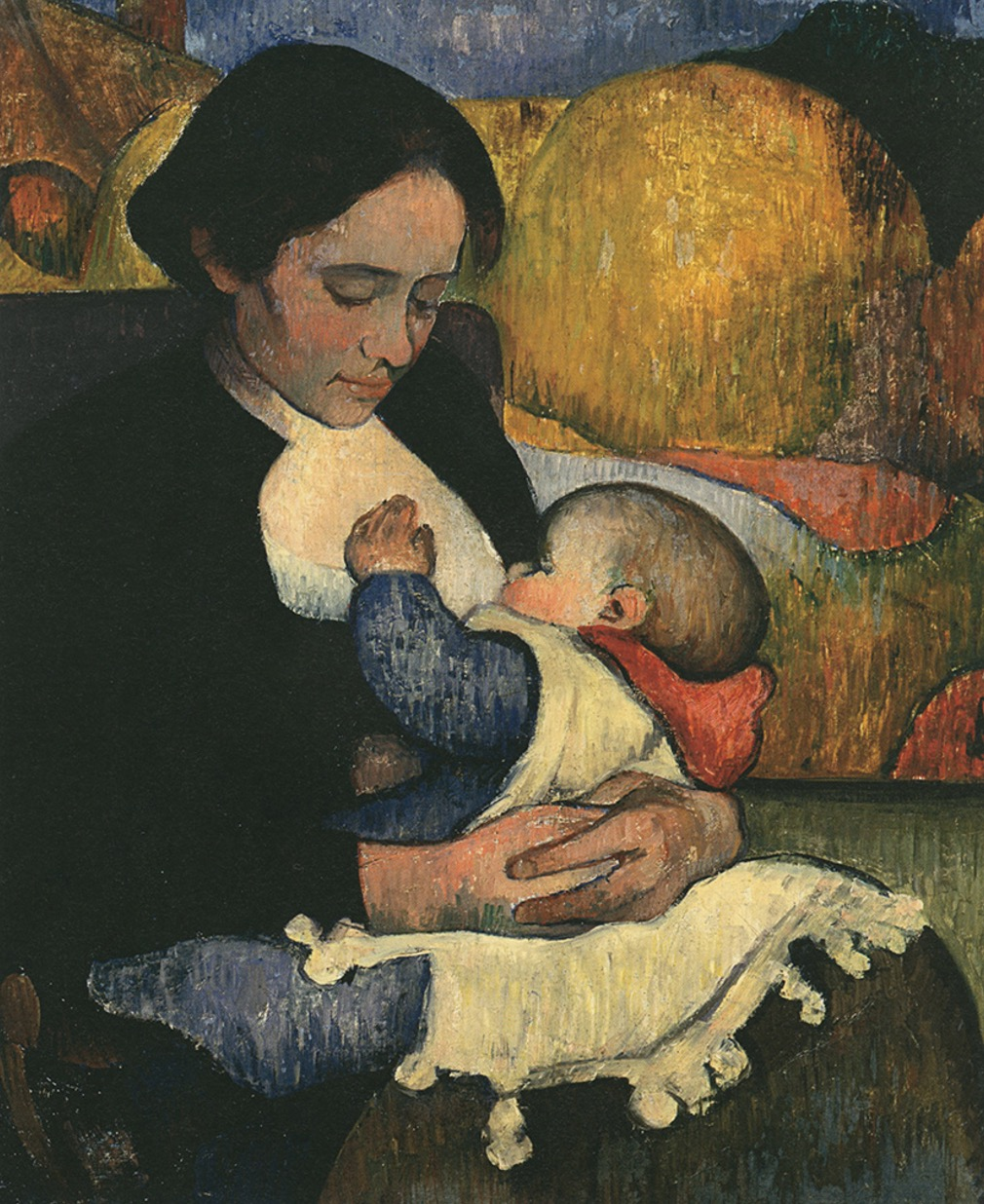
Su estilo posimpresionista de Le Pouldu : Maternidad: Marie Henry amamantando a su hija Marie-Léa (1890).

Meijer de Haan no logró adaptarse a Bretaña en esta primera etapa, a pesar de no sufrir dificultades económicas. En junio de 1889 regresó a París donde, gracias a la exposición simbolista y sintetista del Café Volpini, pudo familiarizarse con las obras de Gauguin, Émile Bernard, Émile Schuffenecker, entre otros. El impacto de esta muestra lo animó a regresar a Bretaña, con el propósito de asimilar las técnicas impresionistas de la mano de Gauguin. Debido a que Gauguin deseaba alejarse de Pont-Aven, dada la invasión de aspirantes a pintores que se vivía en el pueblo, se instalaron en Le Pouldu, en ese entonces una aislada aldea de pescadores.
A cambio de instrucción mantuvo durante un tiempo a Gauguin en Le Pouldu. En octubre de 1889 pasaron a alojarse en el hotel y café «Buvette de la Plage». Tuvo una relación amorosa con Marie Henry, dueña de la posada, que duró el resto de su estancia en Le Pouldu.
En noviembre del mismo año los dos pintores cubrieron las paredes del comedor de la posada con murales, inspirados en la obra de Pierre Puvis de Chavannes. Una de las pinturas murales que hizo de Haan en la posada muestra a Marie Henry, amamantando sentada a su hija Marie-Léa, conocida como «Mimi». Otros artistas también se acercaron a la posada, entre ellos Paul Sérusier, Charles Filiger, Maxime Maufra, Jan Verkadeen, Paul-Emile Colin y el escritor André Gide quien dejó testimonio de este período. Colin escribió en una de sus cartas: «Veo de nuevo esta sala de estar [...]. Un techo de Gauguin, motivo: ocas, lo decoraban. Las puertas también estaban decoradas con pintura. Un gran cuadro de tonalidades azules representaba a Marie la Bretona y a su niño. [...] Gauguin cogía su guitarra, Filiger su mandolina, y nos íbamos a instalar en la arena, en la punta de una roca».
En este período la pintura de Meijer de Haan evolucionó bajo la tutoría de Gauguin, pasando desde la narración grave y los colores sombríos al contraste de colores resaltantes, en lo que se conoce como su período francés.
A fines del verano de 1890, su familia le retiró la ayuda económica y su situación económica se hizo insostenible. Gauguin creyó que cortaría los lazos familiares y lo acompañaría fuera de Francia. Pero Meijer de Haan abandonó Le Pouldu dejando todas sus pertenencias. Se desconoce si su intención inicial era regresar pero no volvió a Bretaña ni llegó a conocer a Ida, su hija con Marie Henry, nacida en el verano de 1891.
Estuvo presente en el café Voltaire de París el 23 de marzo de 1891, en la despedida a Gauguin, quien partía hacia los mares del sur. Pasó sus últimos años en el municipio de Hattem, Países Bajos, aquejado de mala salud. Falleció a los 43 años en Ámsterdam.
En 1897 su familia puso a la venta el mobiliario del taller y algunos lienzos de su taller de Ámsterdam. Sus cuadros fueron vendidos a precios irrisorios y lo que queda de su obra se encuentra dispersa en museos y colecciones particulares.
Los murales del comedor de la posada «Buvette de la plage» fueron cubiertos por siete capas de papel. En 1924 se redescubrieron y fueron restaurados y vendidos. El comedor ha sido restaurado y conserva su apariencia original, incluyendo reproducciones de los murales en las paredes en que fueron pintados.
Marie Henry falleció en 1942, durante un bombardeo a Tolón. Su hija Ida trabajó como institutriz y tuvo cinco hijos. Hasta 1959 conservó los cuadros que su padre había dejado en la posada. Los descendientes de su familia fueron asesinados en el campo de exterminio de Sobibor en 1943. Su principal alumno, el judío sefardí portugués Baruch Lopes Leão de Laguna, fue asesinado en Auschwitz en la misma época. 
En 2010 el museo de Orsay organizó una exhibición de sus obras, llamada Meijer de Haan, le maître caché (Meijer de Haan, el maestro oculto).
Su cuadro Autorretrato sobre fondo japonizante fue robado el 16 de octubre de 2012 del Museo de Arte Kunsthal de Róterdam, junto con otras seis obras: dos cuadros de Monet y las restantes de Gauguin, Picasso, Matisse y Lucian Freud. Las investigaciones determinaron que el final más probable de estas obras fue haber sido quemadas por la madre de uno de los delincuentes.

## Galería de imágenes

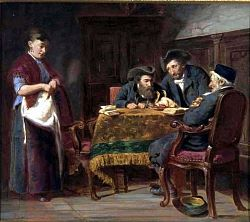
Una pregunta difícil. Ejemplo de su primera época como pintor (1880).
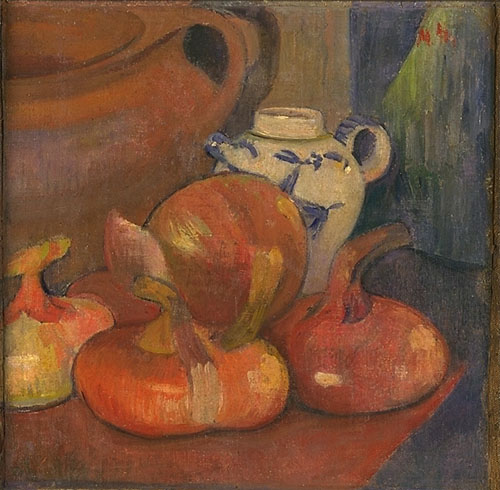
Jarra y cebollas (1890).
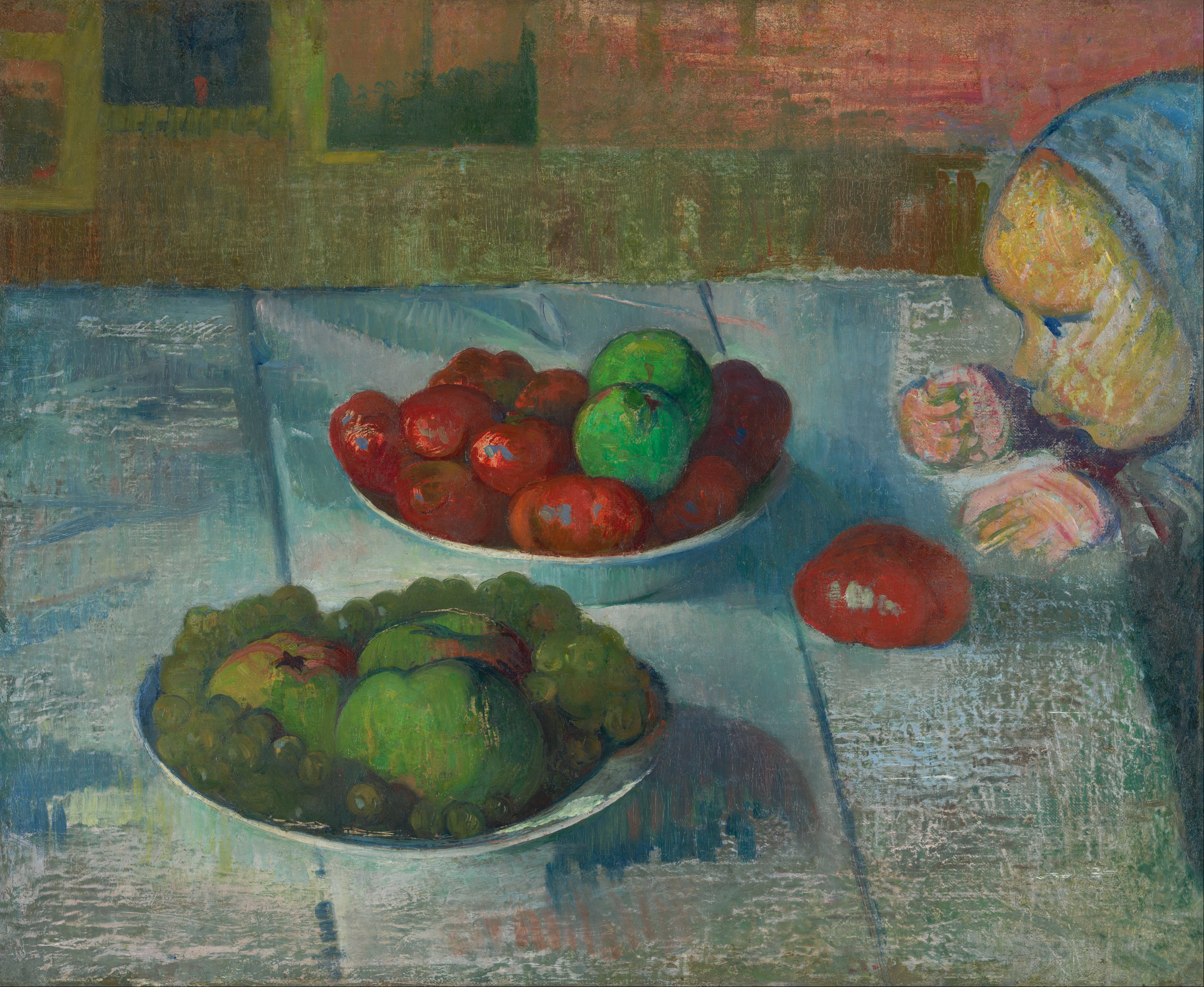
Naturaleza muerta con perfil de Mimi (1890).
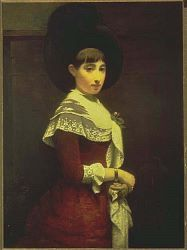
Retrato de una joven mujer judía (1886).
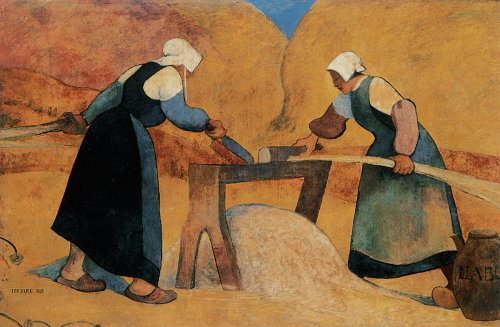
Mujeres bretonas agramando lino: Trabajo (1889).